# Derecho civil

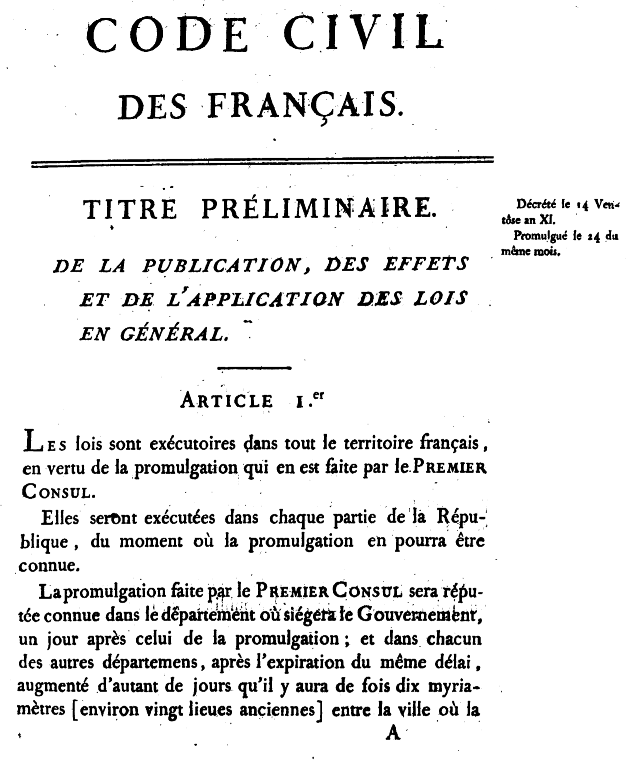
Página de la primera edición del Código Civil francés de 1804, el primer código civil moderno.

El Derecho civil es la rama del derecho que, en general, regula las relaciones civiles o privadas de las personas. Es una de las ramas más antiguas del derecho. El derecho civil se ocupa del estado civil de las personas, sus derechos y deberes familiares, la propiedad y los demás derechos reales sobre las cosas, el régimen de las obligaciones y contratos y las sucesiones y herencias.
El derecho civil se divide en cuatro grandes ramas: la parte general (el derecho subjetivo en general, la nacionalidad, el domicilio, la adquisición y extinción de la personalidad civil), el derecho de obligaciones y contratos (responsabilidad contractual y extra contractual y régimen jurídico general y especial de las obligaciones y los contratos), los derechos reales (propiedad y posesión, derechos reales de goce, de adquisición preferente y de garantía, con especial atención al derecho hipotecario) y el derecho de familia y las sucesiones (regulación del matrimonio, relaciones entre los progenitores y los hijos, derecho de alimentos, herencias y distintos modos de suceder).

El derecho civil o derecho continental surge como consecuencia de la división geográfica de los estados en la Europa Antigua, en los siglos XI y XV por un lado se agruparon los estados anglosajones y los estados de la Europa central y occidental. Etimológicamente, el vocablo Derecho civil proviene de la voz latina ius civilis, que nos informa en Roma el derecho que se aplicaba al ciudadano romano, a diferencia del ius gentium, que se le aplicaba al que no tenía ese estatuto.
El derecho civil es la rama del derecho que comprende normas de tipo jurídicas que se encargan de regular las relaciones entre las personas o de tipo patrimonial, las cuales pueden ser voluntarias o forzosas, tanto físicas o jurídicas, privadas o públicas.

## Contenido
El Derecho Civil es una de las ramas del Derecho en general, como agrupación de normas jurídicas, que trata de las relaciones entre civiles o particulares, sin intervención alguna del Estado como persona de Derecho Público, ya que el Derecho Civil integra el llamado Derecho Privado.
El derecho civil habitualmente comprende:
1. El derecho de las personas, que regula el inicio y fin de la existencia de las personas naturales, la capacidad jurídica, los atributos de la personalidad, en otras palabras, los elementos que determinan las condiciones de cada individuo en su relación jurídica con los otros, tales como por ejemplo, el estado civil, el domicilio o la nacionalidad, y los derechos personalísimos o de la personalidad, íntimamente ligados al ser humano desde que nace.
2. El derecho de familia que regula los resultados jurídicas de las relaciones de familia, provenientes del matrimonio y del parentesco. Sin perjuicio, que parte de la doctrina la considera una rama autónoma del derecho.
3. El derecho de cosas o de bienes, que regula lo que se conoce como derechos reales y, en general, las relaciones jurídicas de los individuos con los objetos o cosas, tales como la propiedad, los modos de adquirirla, la posesión y la mera tenencia.
4. El derecho de sucesiones o sucesorio, que regula las consecuencias jurídicas que vienen determinadas por el fallecimiento de una persona física en lo relativo a la transferencia de sus bienes y derechos a terceros.
5. El derecho de las obligaciones y los contratos, que regula los hechos, actos y negocios jurídicos, y sus consecuencias y efectos vinculantes.
6. El derecho de la responsabilidad civil, que trata de la indemnización de daños y perjuicios causados a otros.
7. Las normas de derecho civil internacional, que son aquellas normas de derecho internacional privado reguladoras de la ley civil aplicable ante un conflicto de leyes.
8. Finalmente, también abarca normas genéricas aplicables a todas las ramas del derecho, como la aplicación e interpretación y de las normas jurídicas. Por esta última razón, el derecho civil recibe su denominación de "derecho común".

Es necesario tener en cuenta que el estudio del derecho civil entiende, además, el análisis de las distintas acciones judiciales que el ordenamiento jurídico otorga para la protección de las situaciones jurídicas antes descritas.Es deber del personal de abogados conocer a pie de la letra la normatividad vigente ya que como toda ciencia esta en constante evolución y desarrollo. la formación del estudiante de derecho debe ser exhaustiva y consciente.

## Características: ubicación sistemática
El derecho civil suele constituir el derecho privado, común y general de los países.  

### Derecho civil como derecho privado
El derecho civil ha sido desde la época del derecho romano el conjunto de normas que constituyen el derecho privado, entendiendo por tal a aquel que regula las relaciones entre las personas. Se oponía, por tanto, al derecho público, que regula las relaciones de las personas con los poderes del estado y de los poderes públicos entre sí. 
derecho a la paz 
Actualmente, por un lado, el derecho público que contenía la compilación justiniana cayó en progresivo desuso (por la evolución de las organizaciones políticas), aplicándose solo el derecho privado de tal compendio, de modo que lo que se había denominado derecho civil quedó reducido en la práctica al derecho privado; por otro lado, el advenimiento de los derechos nacionales surgieron denominaciones como derecho civil francés, italiano, etcétera, para referirse a los respectivos derechos privados. De ahí la confluencia de la denominación derecho civil para referirse exclusivamente el derecho privado.
Por ello, actualmente el derecho civil es el llamado a juzgar de todos los actos o hechos de la vida privada social y privadamente privada.

### Derecho civil como derecho común
Las normas del derecho civil se aplican a todas las materias de derecho privado que no tengan una regulación especial de carácter legal. La evolución del derecho, y su especialización, hicieron nacer ramas específicas del derecho privado como el derecho mercantil o el derecho laboral. Estas ramas tienen en común el hecho de mantener como derecho supletorio al derecho civil, que se instituye así como derecho común.
Desde la perspectiva territorial (de aplicación en el territorio), el derecho civil puede no ser uno solo para todo el territorio nacional, sino que varios sistemas civiles pueden coexistir. De ellos, uno llamado común, nacional o federal, es aplicable directamente en unos casos y supletoriamente en otros a todo el país; y otros llamados provinciales, autonómicos o forales lo son solo a determinados estados, regiones o territorios.

### Derecho civil como derecho general
Desde la perspectiva subjetiva (de aplicación a la persona), el derecho civil abarca normas que regulan las relaciones jurídicas privadas aplicables a todos los individuos, independientemente de factores como nacionalidad, profesión, religión, etc. Se aplica a todos los que se hallan en la misma situación jurídica.